# 李戴春
李戴春，江西鄱阳人，清朝政治人物。拨贡出身。
乾隆四十五年，署任廣東廣州府永安縣知縣（現紫金縣知縣）。后由汪日嘮接任。